# Alfred Schmidt-Sas

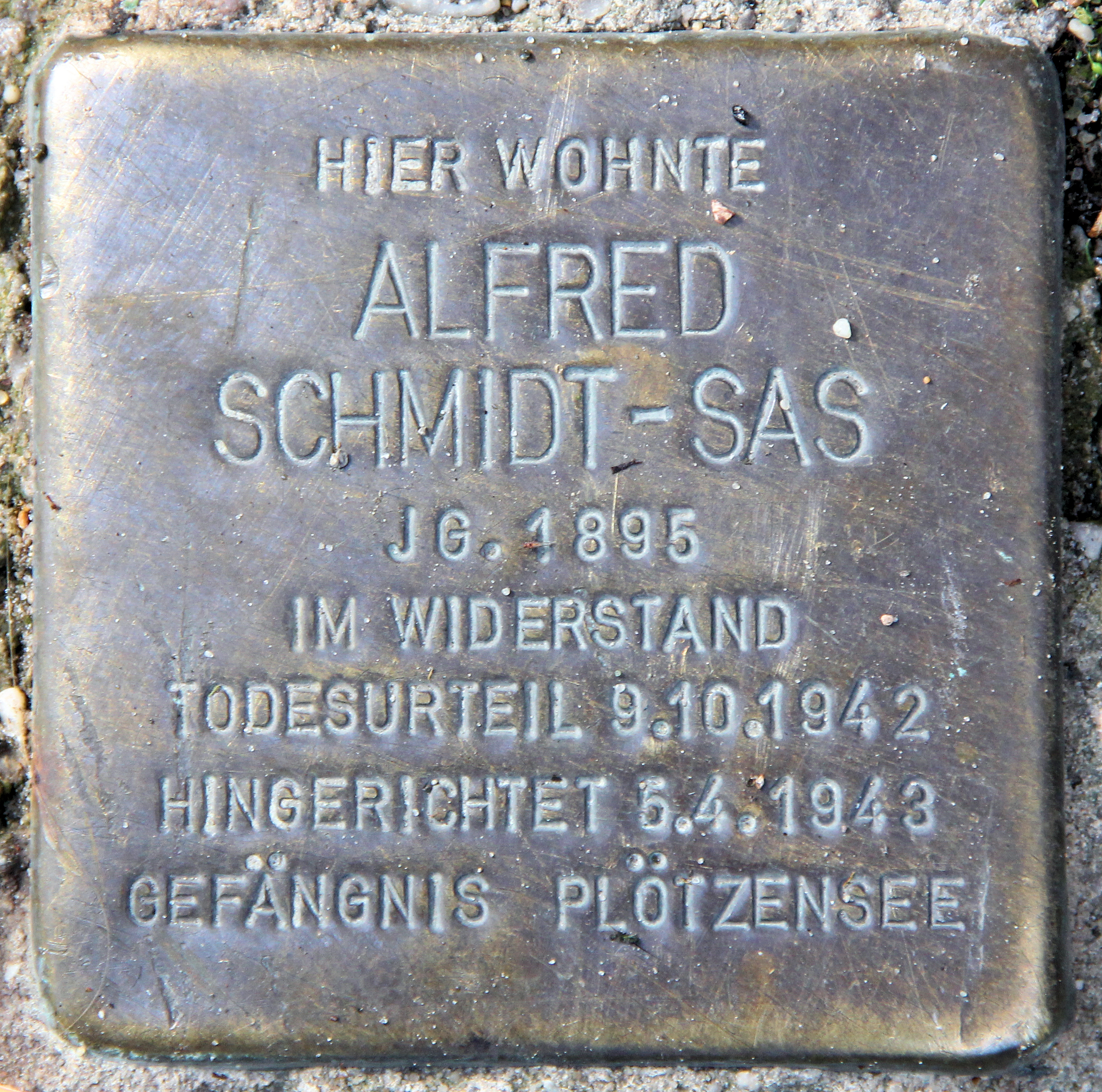
Stolperstein vor dem Haus, Olivaer Platz 5, in Berlin-Wilmersdorf

Alfred Schmidt-Sas (* 16. März 1895 in Schlegel; † 5. April 1943 in Berlin-Plötzensee) war ein Widerstandskämpfer gegen die Nationalsozialisten. 
Der beliebte Musiklehrer wurde auch gerne „Sas“ genannt, als Abkürzung für der Schmidt aus Schlegel.
In Berlin fand Alfred Schmidt Kontakt zur Widerstandsgruppe Hanno Günthers, die unter anderem Flugblätter verbreitete. 1941 wurde die Gruppe zerschlagen und Schmidt wurde im KZ Sachsenhausen inhaftiert. Nicht zuletzt aufgrund der Intervention einflussreicher Künstler kam Alfred Schmidt im Frühjahr 1942 wieder frei, wurde allerdings bereits im Juni erneut verhaftet. Wegen illegaler kommunistischer Arbeit verurteilte ein Gericht ihn zum Tode. Am 5. April 1943 wurde Alfred Schmidt-Sas in Berlin-Plötzensee hingerichtet.

## Gedenken
Die Figur des Dr. Reichhardt in Hans Falladas Roman Jeder stirbt für sich allein ist Schmidt-Sas nachempfunden.
Sein letzter Brief vor der Hinrichtung, den er mit gefesselten Händen schrieb, wurde für eine Schallplattenaufnahme vertont.
In Leipzig ist die Sasstraße nach Schmidt-Sas benannt.
Weiterhin befindet sich im Löbauer Geschwister-Scholl-Gymnasium und an der ehemaligen Schule von Schlegel jeweils eine Gedenktafel.